# Богаки-Боло
Богаки-Боло (Богак; тадж. Боғаки Боло) — село в районе Рудаки Республики Таджикистан. Входит в состав джамоата (сельской общины) Эсанбой района Рудаки.
Находится на расстоянии 35 км от райцентра (пгт. Сомониён) и 25 км от центра общины (село Эсанбой).
Население — 410 чел. (2017).